# Movico
Movico est un census-designated place situé dans l’État américain de l'Alabama, dans le Comté de Mobile.

## Démographie
| 2000 | 2010 | - | - | - | - |
| ---- | ---- | - | - | - | - |
| 260  | 305  | - | - | - | - |